# Danemark au Concours Eurovision de la chanson 2019
Le Danemark est l'un des quarante et un pays participants du Concours Eurovision de la chanson 2019, qui se déroule à Tel-Aviv en Israël. Le pays est représenté par la chanteuse Leonora et sa chanson Love Is Forever, sélectionnées via le Dansk Melodi Grand Prix 2019. Le pays finit à la 12e place du classement en finale avec un total de 120 points.

## Sélection
Le diffuseur danois DR a confirmé sa participation à l'Eurovision 2019 le 14 mai 2018, confirmant également la reconduction du Dansk Melodi Grand Prix pour 2019.
La finale se déroule en deux temps. D'abord, les dix artistes interprètent leurs chansons. Un premier vote a ensuite lieu afin de désigner trois artistes qui participeront à la superfinale. Le vainqueur est désigné après un second vote entre ces trois artistes.

### Première partie
La finale se déroule le 23 février 2019. Lors du premier tour, les trois meilleures prestations sont sélectionnées à partir des votes du jury pour moitié et des téléspectateurs pour l'autre moitié. 
- Qualifiés

| Ordre | Artiste         | Chanson                      |
| ----- | --------------- | ---------------------------- |
| 1     | Simone Emilie   | Anywhere                     |
| 2     | Jasmin Gabay    | Kiss Like This               |
| 3     | Rasmus Faartoft | Hold My Breath               |
| 4     | Marie Isabell   | Dancing with You in My Heart |
| 5     | Sigmund         | Say My Name                  |
| 6     | Humørekspressen | Dronning af baren            |
| 7     | Julie & Nina    | League of Light              |
| 8     | Teit Samsø      | Step It Up                   |
| 9     | Leonora         | Love Is Forever              |
| 10    | Leeloo          | That Vibe                    |

### Superfinale
Lors de la superfinale, le gagnant est sélectionné par un vote combiné du public et du jury.
- Vainqueur

| Ordre | Artiste      | Chanson         | Vote | Vote     | Vote  | Place |
| Ordre | Artiste      | Chanson         | Jury | Télévote | Total | Place |
| ----- | ------------ | --------------- | ---- | -------- | ----- | ----- |
| 1     | Sigmund      | Say My Name     | 14 % | 9 %      | 23 %  | 3     |
| 2     | Julie & Nina | League of Light | 12 % | 23 %     | 35 %  | 2     |
| 3     | Leonora      | Love Is Forever | 24 % | 18 %     | 42 %  | 1     |

La finale se conclut par la victoire de Leonora et de sa chanson Love Is Forever qui représenteront donc le Danemark à l'Eurovision 2019.

## À l'Eurovision
La Danemark participe à la deuxième demi-finale, le 16  mai 2019. Y terminant 10e avec 94 points, le pays se qualifie en finale avec seulement un point d'avance sur la Lituanie. En finale, le Danemark termine 12e avec 120 points.